# 原田友希
原田 友希（はらた ゆうき、1993年6月26日 - ）は、愛知県名古屋市出身の元アルペンスキー選手であり、元プロレーシングドライバー。GRAVIX JAPAN Inc.CEO。実業家。

## 略歴
名古屋高等学校から法政大学経済学部進学。全国中学校スキー大会、ジュニアオリンピックで優勝し、全日本アルペンナショナルチームに代表入り。16歳でスキーの為オーストリアへ渡り、スピード系種目で日本人で15年ぶりにアメリカ国際レース優勝。契約メーカーはHEAD GmbH。
法政大学入学後、2013年19歳でWESTBERG GmbHの共同経営者に就任。同年WESTBERG JAPANを設立。スキー競技を引退後アメリカに移住し、2017年よりプロレーシングドライバーとして活躍。2020年、日本に帰国後GRAVIX JAPAN Inc.を設立。

## スキーヤーとしての経歴
- 2008年全国中学校アルペンスキー大会 大回転優勝
- 2008年全国中学校アルペンスキー大会 回転2位
- 2008年全国中学校アルペンスキー大会 大回転優勝
- 2008年ジュニアオリンピックカップ 総合優勝
- 2008年ジュニアオリンピックカップ 回転優勝
- 2008年ジュニアオリンピックカップ 大回転2位
- 2008年財団法人全日本スキー連盟(SAJ)ジュニア・ナショナルチーム指定
- 2009年FISレース ( 国際大会 ) 志賀高原 大回転優勝
- 2010年仙骨の疲労骨折により国立医科学スポーツセンターで2ヶ月リハビリ
- 2010年復帰後 FIS レース(国際大会) 野沢温泉 回転2位
- 2011年復帰後オーストリアを拠点に単独留学をし、陸上トレーニングを行うが11月のトレーニング中に前回と同じ仙骨を故障し、医師とオーストリアのトレーナーとの提案で、瞬発系の動きが多い技術系は、腰に負荷が大きいため、スピード系種目に転向。
- 2011年スロベニア選手権 スーパーG7位
- 2011年ドイツ、ガルミッシュ　DH10位
- 2011年アメリカ FIS(国際大会)スピード系シリーズMt.Bachelor スーパーG優勝、次レース４位 * 国際大会(FIS RACE)において日本人が高速系種目で優勝することは、約15年ぶりの快挙。
- 2013年スキーのプライベートチームを結成し、ヨーロッパ、アメリカの国際レースを転戦し、アジアランキング1位になる
- 2014年ソチ五輪前に前十字靭帯の断裂及び仙骨の複雑骨折によりスキー種目を引退

## レーシングドライバーとしての経歴
- 2017年アメリカでLAMBORGHINI社とレーシングドライバー契約をし、プロレーシングドライバーになる
- 2017年Pirelli World Challenge　全米GT選手権でGTクラスシリーズ、日本人初の総合優勝
- 2018年アメリカ最大の市街地レース Long Beach GP[1]　優勝
- 2019年イタリアのレーシングチーム Villorba Corse[2]と契約し、ルマンシリーズを転戦

## ビジネスとしての経歴
- 2012年オーストリアのインスブルックにてオーストリアのドクター Robert Schaiterと共にWESTBERG GMBHを設立
- 2015年WESTBERG JAPAN（CEO)も設立し、ヨーロッパを含め７カ国に事業展開
- 2015年WESTBERG社が全日本スキー連盟のオフシャルスポンサーとなり、選手をサポート
- 2017年WESTBERG GMBHのスポーツドリンク事業をドイツの大手スポーツグループに売却し、アメリカに移住。補助食品部門は INN GREEN社とブランドを変え引き続き栄養補助食品ビジネスをオーストリアで展開
- 2017年UCLA Business schoolに通学しながら、ラスベガスでエンターテイメントを学ぶ
- 2017年Lamborghini CEO Stefano Domenicaliの紹介を受け、ヨーロッパのMONACOに移住。MonacoにてヨットACE1のチャーター事業[3]も行う。
- 2017年JAPANDA,LLC. (CEO)を設立し、ラスベラスやロサンゼルスで数々のイベントやショーをプロデュース。EDC Las Vegas, Cancun Mexico, Miami Ultra Music WeekのフェスティバルでDJとしてもショーをし、音楽チャンネルなどエンタメビジネスを展開
- 2018年アメリカ　ロサンゼルスにてCOOK FIELD Inc. （CEO)を設立。飲食、飲食コンサルティング、フードトラックビジネスをはじめる。
- 2018年TOKYO SEVEN , TATSU RAMEN , TOCA MADERA W Hollywood など数々の飲食店を経営、プロデュースする
- 2020年日本に拠点を移し、本年GRAVIX JAPAN Inc.　を設立。アスリート経験を活かし、GRAVIX TRAINING CENTERをオープン。海外でのエンタメ経験を活かし、宇宙エンターテイメントビジネスを始める